# Pseudoips
Pseudoips is een geslacht van vlinders uit de familie van de visstaartjes (Nolidae) en de onderfamilie Chloephorinae.

## Soorten
- Pseudoips amarilla Draudt, 1950
- Pseudoips erenkophila Bryk, 1942
- Pseudoips fagana Fabricius, 1781
- Pseudoips nereida Draudt, 1950
- Pseudoips prasinana (Linnaeus, 1758) - zilveren groenuil
- Pseudoips sylpha Butler, 1879